# Zevahim
Cet article a pour sujet le traité Zevahim, appelé parfois Korbanot. Pour les offrandes dont il traite, voir Korban.
Zevahim (hébreu : זבחים zeva'him « sacrifices ») est le premier traité de l’ordre Kodashim. Traitant des lois régissant les offrandes animales, il est appelé Korbanot (hébreu : קורבנות offrandes) dans la Tossefta et She'hitat kodashim (hébreu : שחיתת קודשים abattage des saintetés) dans le Talmud de Babylone (ainsi que dans quelques pièces de littérature rabbinique médiévale), afin de le différencier du traité Houllin.

## Objet du traité
La Torah compte sept types d’offrandes animales que les rabbins divisent en deux catégories :
- le korban ola (offrande en holocauste), le korban 'hattat (offrande expiatoire) et le korban asham (offrande délictive) — qui sont des kodshei kodashim (« offrandes très-saintes »),
- le korban shelamim (offrande rémunératoire), le korban bekhor (offrande des premiers-nés du bétail), le ma'asser behema (dîme sur le bétail) et le korban pessa'h (offrande pascale) — qui sont, à l’exception des deux agneaux offerts en shelamim à Chavouot, des kodashim kalim (« petites saintetés »).

Ces offrandes sont, à l’exception du korban ola, destinées en partie ou en totalité à la consommation – les kodhei kodashim par les seuls cohanim (« prêtres) », les kodashim kalim par tous les membres de l’assemblée d’Israël, en des lieux et en des temps précis.
Le manquement à l’un de ces points, qu’il s’agisse du rite sacrificiel, de l’intention avec laquelle il est réalisé, du lieu ou du temps, invalident les offrandes à des degrés divers en tant que consommables, en tant qu’offrandes ou en tant qu’actes visant à (r)établir la relation adéquate entre l’offrant et Dieu.

## Mishna
La Mishna du traité Zeva'him comprend selon les éditions 101 ou 102 mishnayot (articles), réparties en quatorze chapitres.

### Premier chapitre
Le premier chapitre (kol hazeva'him) traite des offrandes qui n’ont pas été abattues avec l’intention convenable : en règle générale, elles demeurent valides en tant qu'offrandes et consommables (s’il y a lieu) mais elles sont disqualifiées dans leur fonction propitiatoire, votive ou autre et le ou les propriétaires doivent fournir une autre bête — offerte avec l’intention convenable — pour être acquittés de leur devoir.
Cette règle souffre deux exceptions : l’offrande pascale (en son temps, c’est-à-dire le 14 nissan, depuis la mi-journée jusqu’au soir) et l’offrande expiatoire (en tout temps) qui sont totalement invalides lorsque l’une des quatre étapes du rite sacrificiel (l’abattage, le recueil du sang, la procession du sang et l’aspersion du sang sur l’autel des offrandes) n’a pas été réalisée avec l’intention appropriée même si les autres l’ont été. Les offrandes pascales qui ont été offertes avant ou après le 14 nissan sont considérées comme valides en tant qu’offrandes rémunératoires (à l’exception de la seconde pâque, qui doit être offerte le 14 iyar par ceux qui n’avaient pu réaliser la première pour une raison légitime). Rabbi Yehoshoua inclut dans ce cas les offrandes pascales réalisées avec une intention impropre au matin du 14 nissan ; la Loi suit cependant l’opinion de Ben Bathyra qui invalide de telles offrandes, assimilées à des offrandes réalisées en leur temps avec une intention impropre.
Rabbi Eliezer ajoute à ces exceptions l’offrande délictive, Ben Azzaï l’offrande en holocauste, Yosse ben Honi toutes les offrandes qui ont été offertes par erreur en pâque ou en expiatoire et Shimon a'hi Azaria les offrandes très-saintes offertes en petites saintetés ; leurs opinions n’ont cependant pas été retenues.

### Second chapitre
Le second chapitre (kol hazeva'him shekibel daman) discute de ce qui rend une offrande passoul (« invalide ») et de ce qui la rend piggoul (« abominable »).
Le recueil du sang ne peut, contrairement à l’abattage, être réalisé que par un cohen, membre (mâle) de la classe sacerdotale juive. Ce cohen ne peut être onen (« affligé » par le décès de l’un de ses proches parents) ni incirconcis ; il doit, en outre, être tahor (« pur ») et ne peut pas exercer au jour de son ablution purificatrice ni avant de s’être acquitté des offrandes l’expiant de son impureté ; il doit avoir revêtu ses habits de fonction et avoir sanctifié ses mains et ses pieds ; il doit recueillir le sang debout, de la main droite, sans intercession entre lui et le sol et sans le ramasser du sol. L’aspersion du sang doit elle aussi être effectuée de la main droite et viser des points précis de l’autel extérieur ou intérieur (différents selon le type d’offrande). Tout manquement à l’un de ces points invalide l’offrande en tant que telle mais sa consommation n’entraîne pas le retranchement du sein du peuple.
Est également invalide (passoul) une offrande abattue avec l’intention de jeter (tout ou partie de) son sang ou de faire fumer (tout ou partie de) ses graisses ou de consommer (tout ou partie de) sa chair en dehors du lieu où le rite sacrificiel doit être réalisé (la cour du Temple ou Jérusalem, comme l"explique la Mishna plus loin).
En revanche, une offrande abattue avec l’intention de réaliser le rite sacrificiel ou de consommer la chair en dehors du temps prescrit (la question est également abordée plus loin) rend l’offrande abominable (piggoul) et entraîne le retranchement du sein du peuple.
Cette règle comporte un important caveat : le reste du rite sacrificiel doit avoir été réalisé correctement et par conséquent, tout ce qui rend une offrande passoul (y compris l'abattage d'une offrande pascale ou expiatoire sans l'intention convenable) la soustrait au statut de piggoul.

### Troisième chapitre
Le troisième chapitre (kol hapessoulim shesha'hatou) énumère les possibilités de réparation de divers erreurs et oublis qui rendent en théorie l’offrande passoul.
En effet, si l’abattage peut être réalisé par d’autres Israélites que les cohanim, les autres actes du rite sacrificiel ne peuvent l’être que par eux.